# Polícoro regular convexo
En matemáticas, un polícoro regular convexo es un politopo tetradimensional o polícoro que al mismo tiempo es regular y convexo. Son los análogos, en cuatro dimensiones, de los sólidos platónicos en tres dimensiones, y de los polígonos regulares en dos dimensiones.

## Ludwig Schläfli
Estos politopos fueron descritos por primera vez por el matemático suizo Ludwig Schläfli a mediados del siglo XIX. Schläfli descubrió que hay precisamente 6 de estas figuras. Cinco de ellas pueden pensarse como análogos de los sólidos platónicos en mayor número de dimensiones. Hay una figura adicional, el icositetracoron o 24-cell, que no tiene un equivalente tridimensional.
Cada politopo regular convexo tetradimensional está delimitado por un conjunto de celdas tridimensionales, que son todas sólidos platónicos del mismo tipo y tamaño. Se agrupan a lo largo de sus respectivas caras de modo regular.

## Politopos regulares de 4 dimensiones
| Nombre                       | Familia            | Símbolo de Schläfli | Vértices | Aristas | Caras           | Celdas          | Figuras de vértices | Politopo dual     | Imagen |
| ---------------------------- | ------------------ | ------------------- | -------- | ------- | --------------- | --------------- | ------------------- | ----------------- | ------ |
| pentácoron                   | simplex            | {3,3,3}             | 5        | 10      | 10 triángulos   | 5 tetraedros    | tetraedros          | (auto-dual)       |        |
| octácoron, teseracto         | politopo de medida | {4,3,3}             | 16       | 32      | 24 cuadrados    | 8 cubos         | tetraedros          | hexadecacoron     |        |
| hexadecacoron o 16-cell      | politopo de cruce  | {3,3,4}             | 8        | 24      | 32 triángulos   | 16 tetraedros   | octaedros           | teseracto         |        |
| icositetracoron o 24-cell    |                    | {3,4,3}             | 24       | 96      | 96 triángulos   | 24 octaedros    | cubos               | (auto-dual)       |        |
| hecatonicosacoron o 120-cell |                    | {5,3,3}             | 600      | 1200    | 720 pentágonos  | 120 dodecaedros | tetraedros          | Hexacosicoron     |        |
| hexacosicoron o 600-cell     |                    | {3,3,5}             | 120      | 720     | 1200 triángulos | 600 tetraedros  | icosaedros          | Hecatonicosacoron |        |

Nótese que puesto que cada una de estas figuras es topológicamente equivalente a una 3-esfera, cuya característica de Euler es cero, tenemos el análogo tetradimensional de la fórmula poliédrica de Euler
{\displaystyle N_{0}-N_{1}+N_{2}-N_{3}=0}
donde Nk denota el número de k-caras del politopo (un vértice es una 0-cara, una arista es una 1-cara, etc.).